# John Cromwell
John Cromwell, właściwie Elwood Dager Cromwell (ur. 23 grudnia 1887 w Toledo, zm. 26 września 1979 w Santa Barbara) – amerykański reżyser, producent filmowy i aktor.

## Filmografia
Aktor
- 1929: The Dummy jako Walter Babbing
- 1930: For the Defense jako reporter na procesie
- 1977: Trzy kobiety jako pan Rose
- 1978: Dzień weselny jako biskup Martin

Reżyser
- 1929: Close Harmony
- 1932: World and the Flesh
- 1936: Młody lord Fauntleroy
- 1940: Victory
- 1944: Od kiedy cię nie ma
- 1961: A Matter of Morals

## Nagrody i nominacje
Został nominowany do nagrody Złotego Lwa i nagrody Złotej Palmy, a także posiada swoją gwiazdę na Hollywoodzkiej Alei Gwiazd.